# Gaza (Stadt)
Gaza [ˈgaːza], auch Gasa (arabisch غزة Ghazza, DMG Ġazza), im Gouvernement Gaza ist die größte Stadt im Gazastreifen, der seit 1994 de jure unter Verwaltung des Staates Palästina bzw. der Palästinensischen Autonomiebehörde steht; die Stadt stand de facto von Juni 2007 bis Anfang 2024 unter der Verwaltung der Organisation Hamas. In Gaza befanden sich der Verwaltungssitz der Autonomiebehörde und ein Seehafen am Mittelmeer. Die Bevölkerungszahl wurde 2017 mit 590.481 angegeben; in der Agglomeration Gazastreifen lebten im selben Jahr mehr als 1,8 Millionen Menschen.

## Geografie
Die Stadt erstreckt sich über etwa 46 km². Stadtkerne bilden die Ortsteile al-Zaytoun im Landesinneren nahe der Hauptstraße und Rimal, Scheikh Radwan und al-Nassr in Meeresnähe.
Gaza liegt 78 Kilometer südwestlich von Jerusalem, 71 Kilometer südlich von Tel Aviv-Jaffa und 30 Kilometer nördlich von Rafah. Ein Großteil der modernen Stadt ist entlang der Ebene unterhalb des Hügels gebaut, insbesondere im Norden und Osten. Der Strand und der Hafen von Gaza liegen 3 Kilometer (1,9 Meilen) westlich des Stadtkerns und der Raum dazwischen ist vollständig auf niedrigen Hügeln bebaut.

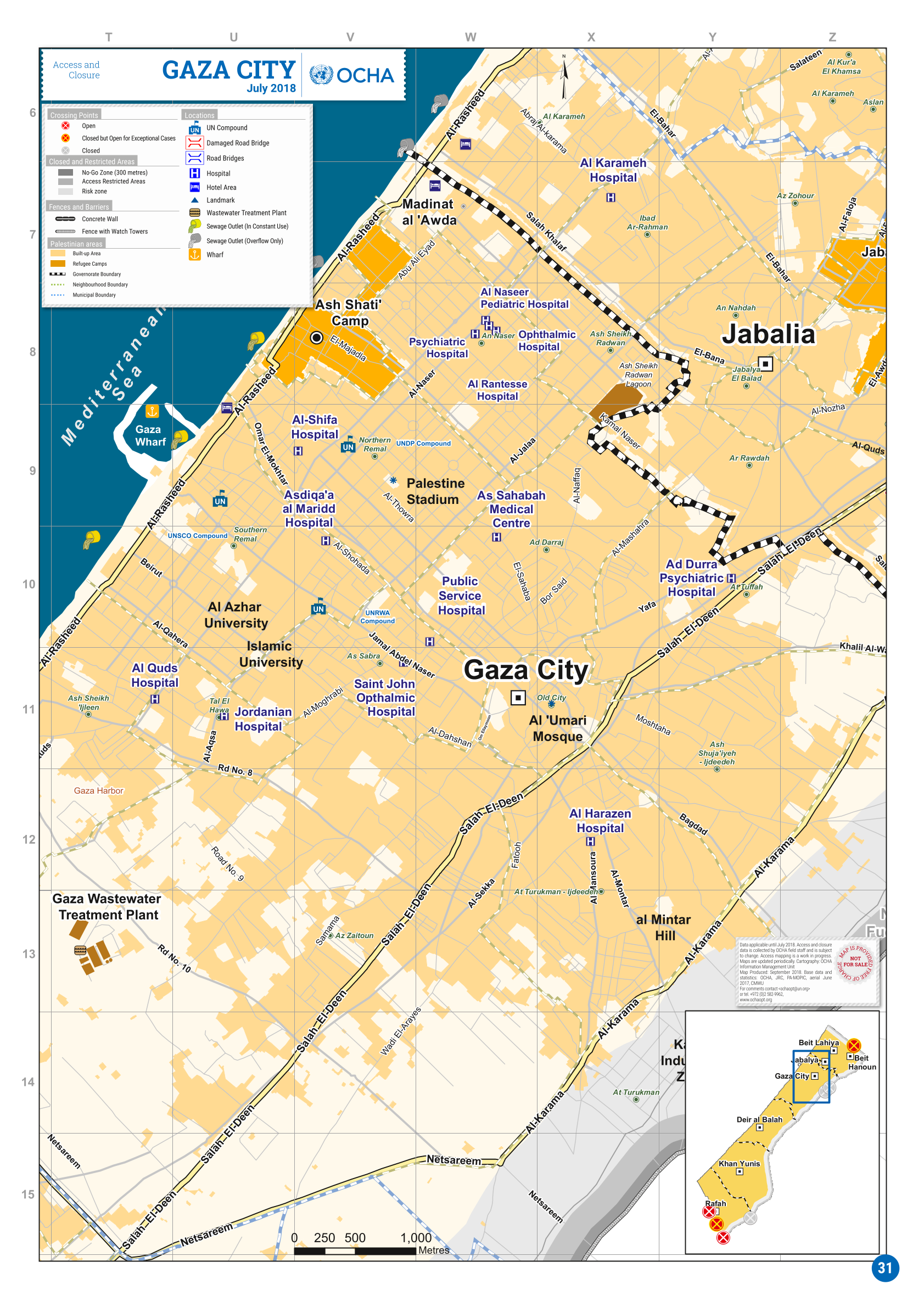
Gaza-Stadt und Gouvernement, die Stadt befindet sich im Gazastreifen

Die Rasheed-Küstenstraße verläuft entlang der Küste des Gazastreifens und verbindet sie mit der übrigen Küstenlinie des Gazastreifens im Norden und Süden. Die Hauptstraße des Gazastreifens, die Salah al-Din Straße, verläuft mitten durch Gaza-Stadt und verbindet sie mit Deir al-Balah, Khan Yunis und Rafah im Süden sowie Jabalia und Beit Hanoun im Norden.
Die Omar-Mukhtar-Straße ist die Hauptstraße in der Stadt Gaza, die in Nord-Süd-Richtung verläuft. Sie zweigt von der Saladinstraße ab und erstreckt sich von der Rimal-Küste bis zur Altstadt, wo sie am Goldmarkt endet.

## Klima
Gaza hat ein heißes halbtrockenes Klima (Köppen: BSh) mit mediterranen Merkmalen, das sich durch milde, regnerische Winter und trockene, heiße Sommer auszeichnet. Der Frühling kommt etwa im März oder April und der heißeste Monat ist der August, mit einer durchschnittlichen Höchsttemperatur von 31,7 °C (89,1 °F). Der kühlste Monat ist der Januar mit Temperaturen von meist 17,96 °C. Regen ist selten und fällt fast ausschließlich zwischen November und März, wobei die jährliche Niederschlagsmenge etwa 542 Millimeter beträgt.
|                       | Jan    | Feb   | Mär   | Apr   | Mai   | Jun   | Jul   | Aug   | Sep   | Okt   | Nov   | Dez    |   |        |
| Mittl. Tagesmax. (°C) | 17,96  | 19,08 | 20,79 | 23,18 | 26,46 | 28,26 | 29,88 | 30,58 | 29,7  | 24,43 | 20,16 | 24,87  | ⌀ | 24,6   |
| Mittl. Tagesmin. (°C) | 13,31  | 13,72 | 14,91 | 16,95 | 20,7  | 23,28 | 25,02 | 25,79 | 25,36 | 23,35 | 19,75 | 15,63  | ⌀ | 19,8   |
|                       |        |       |       |       |       |       |       |       |       |       |       |        |   |        |
| Niederschlag (mm)     | 137,69 | 98,93 | 56,75 | 28,93 | 14,95 | 2,15  | 0,25  | 0,82  | 2,85  | 21,22 | 62,73 | 115,36 | Σ | 542,63 |
|                       |        |       |       |       |       |       |       |       |       |       |       |        |   |        |
| Regentage (d)         | 12,09  | 9,45  | 7,0   | 4,45  | 2,82  | 0,36  | 0,0   | 0,27  | 0,64  | 4,27  | 8,18  | 11,09  | Σ | 60,62  |

| 13,31 |

| 13,72 |

| 14,91 |

| 16,95 |

| 20,7 |

| 23,28 |

| 25,02 |

| 25,79 |

| 25,36 |

| 23,35 |

| 19,75 |

| 15,63 |

| 13,31 |

| 13,72 |

| 14,91 |

| 16,95 |

| 20,7 |

| 23,28 |

| 25,02 |

| 25,79 |

| 25,36 |

| 23,35 |

| 19,75 |

| 15,63 |

## Geschichte

### Altertum

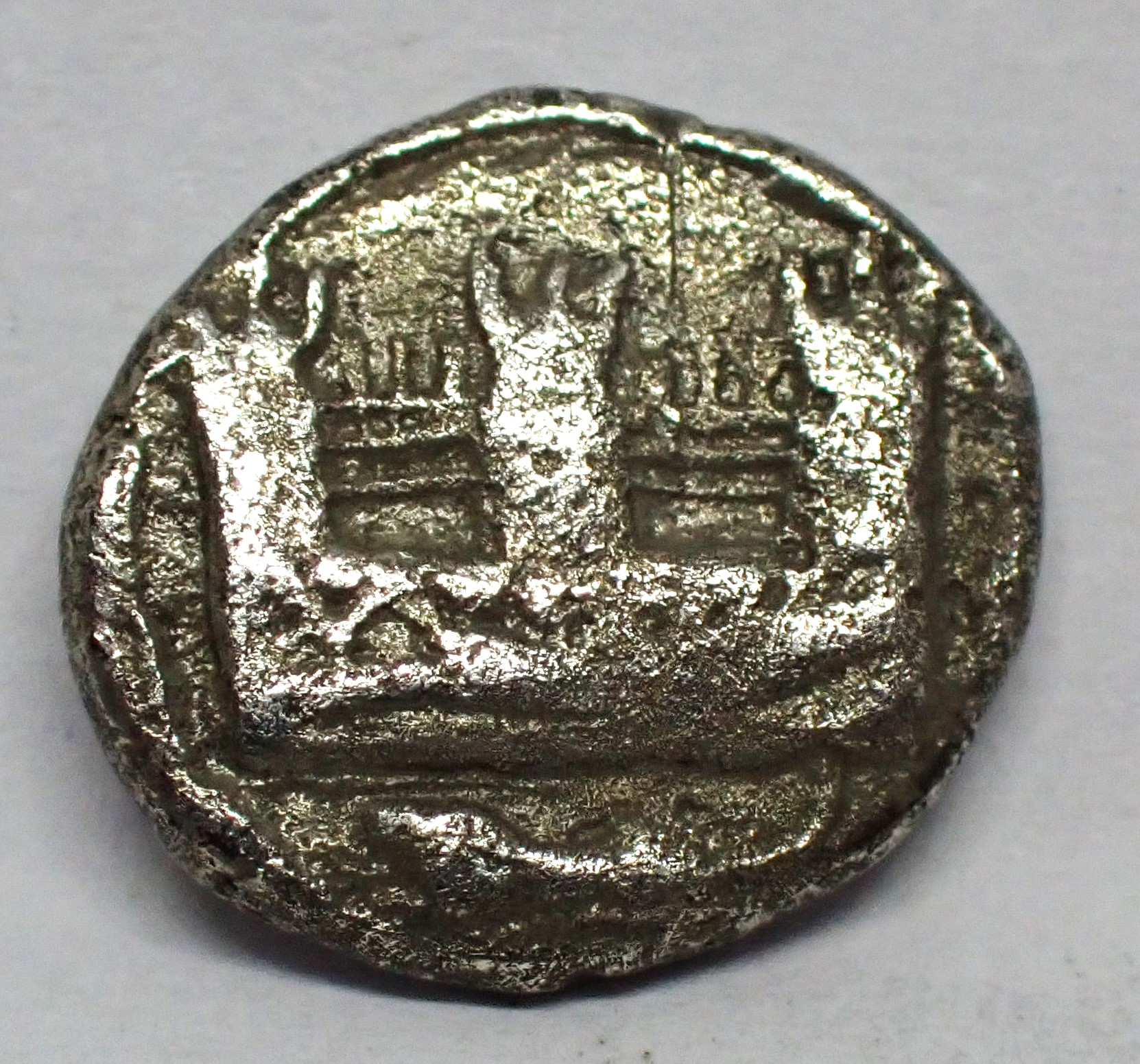
1/16 Schekel aus Gaza, ca. 400–350 v. Chr., mit Erdwall und Stadtbefestigung

Das heutige Gaza wurde über der antiken Stadt erbaut. Im Altertum war Gaza bedeutend als Hafenstadt. Das alte Stadtgebiet erstreckte sich quadratisch über 1 km². Gesichert wurde es durch die Lage auf einem Hügel sowie durch eine Stadtmauer mit Toren in den vier Himmelsrichtungen.

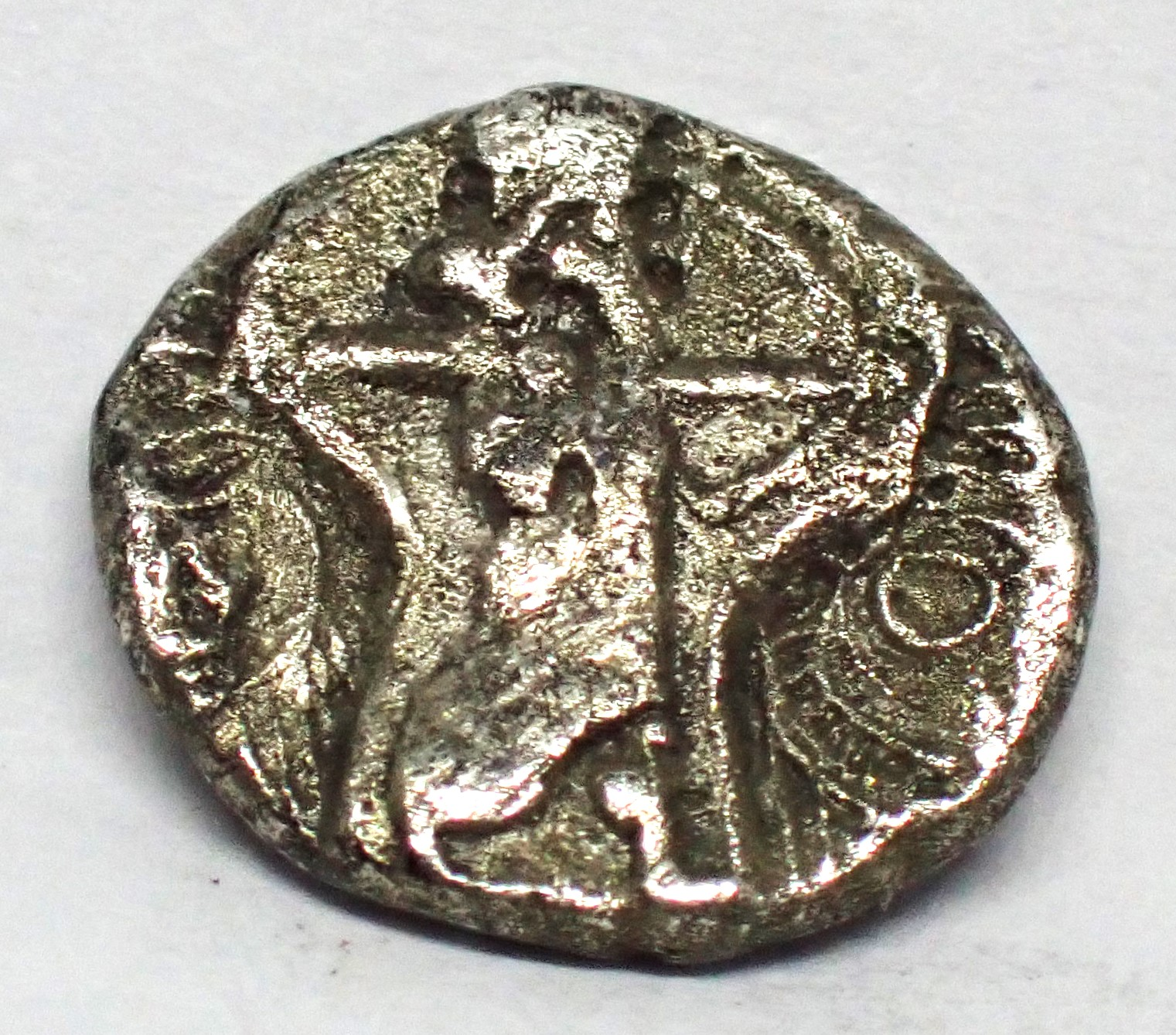
1/16 Schekel aus Gaza, ca. 400–350 v. Chr., Revers, Bogenschütze

Von Thutmosis III. bis Ramses IV. war Gaza Verwaltungssitz der Ägypter im damaligen Kanaan. Die Küstenstädte Gaza, Aschkelon und Aschdod waren Ende des 12. Jahrhunderts v. Chr. noch ägyptische Zentren, bis sie von den Philistern, vielleicht im Verlauf des sogenannten Seevölkersturms, erobert wurden. Die Philister begründeten einen Fünf-Städte-Bund, die Pentapolis, wobei die Vormacht im Verlauf der Zeit unter den Städten Aschdod, Aschkelon, Ekron (oder Akkaron, heute: Akir), Gat (vgl. Tell es-Safi) und Gaza wechselte. Die Städte wurden von einzelnen Fürsten regiert. Als die ägyptische Herrschaft schwand, übernahmen die Philister die Macht. Dabei kam es zwischen den Philistern, den Israeliten und Kanaanitern über mehrere Jahrhunderte immer wieder zu Kämpfen, von der biblischen Richterzeit bis zum Beginn der israelitischen Königszeit. Ausgrabungen bezeugen den Verzehr von Schweinefleisch in dieser Zeit. Laut der jüdisch-christlichen Tradition war Gaza der Ort der Gefangensetzung Simsons und seines Todes.

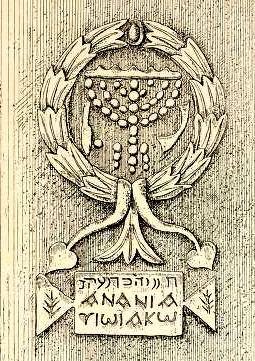
Wiederverwendetes Basrelief (heute zerstört), das 1870 an der Großen Moschee, der ehemaligen Kreuzfahrerkirche von Gaza, gefunden wurde und eine Menora mit Hinweisen auf Hebräisch und Griechisch darstellt.

Aufgrund seiner Lage am Ende der Weihrauchstraße stieg Gaza im 8. Jahrhundert v. Chr. zur wichtigsten Stadt der Gegend auf. Im 8. und 7. Jahrhundert v. Chr. wechselte die Stadt mehrfach den Besitzer. 734 v. Chr. wurde die Stadt von den Assyrern unter Tiglat-pileser III. erobert. Der König richtete in der Stadt ein Karum ein. Die Assyrer nannten Gaza „Stadt am Bach von Ägypten“ (Nahal Mušur). Im Nimrud-Prisma rühmt sich auch Sargon II., in Gaza ein karum eingerichtet zu haben. Hanunu von Gaza rebellierte 720 gegen Sargon II. Er wurde abgesetzt, die Stadt aber nicht zerstört.
609 v. Chr. wurde Gaza wieder ägyptisch, 605/4 fiel sie ans Neubabylonische Reich. 525 v. Chr. stellte sie sich dem persischen Vormarsch nach Ägypten in den Weg, wurde letztlich aber doch ins Perserreich einverleibt. Unter den Achämeniden genoss Gaza wegen seiner Bedeutung für den Handel mit Arabien weitestgehende Autonomie.
Als Alexander der Große Gaza während des Alexanderzuges erreichte, leistete die Stadt unter dem persischen Kommandanten Batis Widerstand. Nach zweimonatiger Belagerung wurde Gaza eingenommen, die Bevölkerung massakriert und Batis mit einem Streitwagen zu Tode geschleift.
Nach dem Ende des Alexanderreichs stritten sich die Ptolemäer und Seleukiden um Gaza, bis es 200 v. Chr. endgültig in seleukidische Hand kam. Zu dieser Zeit begann der wirtschaftliche Niedergang der Stadt, die ihre Rolle als Handelsmetropole nicht zuletzt an Alexandria verlor. Von Alexander Jannäus wurde die Stadt im Jahr 98 v. Chr. völlig zerstört.

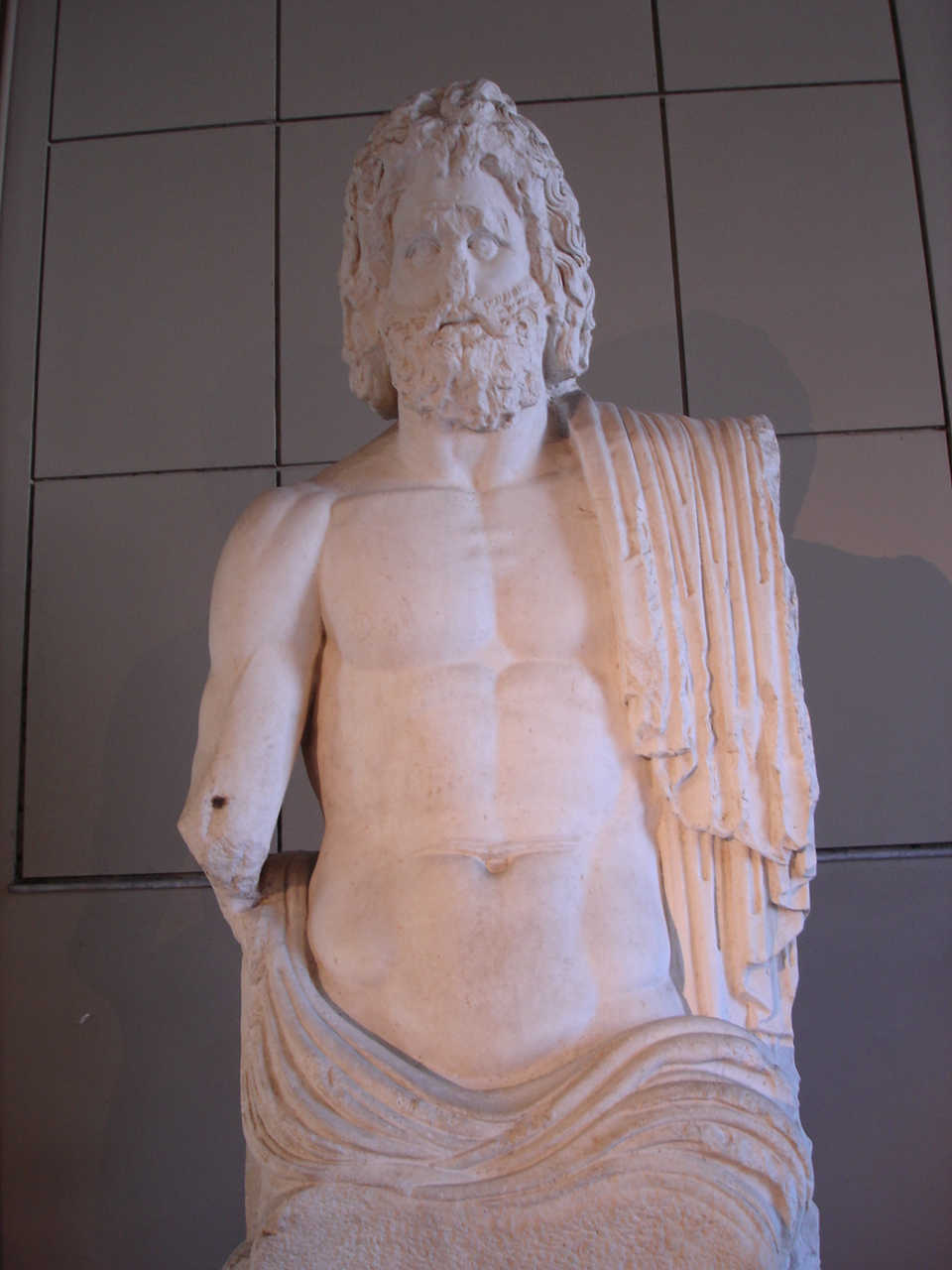
In Gaza entdeckte Zeus/Jupiter-Statue, römisch, 2. Jahrhundert, heute im Archäologischen Museum Istanbul

Von den Römern, insbesondere dem Prokonsul Gabinius, in den letzten Jahren der Römische Republik, wurde Gaza Mitte des 1. Jahrhunderts v. Chr. etwas südlich des alten Stadthügels neu aufgebaut. Bis ins 4. Jahrhundert wurde in Gaza vor allem der Stadtgott Marnas verehrt.
Mit Porphyrios von Gaza (347–420) setzte sich das Christentum in der Stadt durch. In der Spätantike und in byzantinischer Zeit (5.–6. Jahrhundert) war Gaza vor allem für seine Rhetorik-Schule berühmt. Die Rhetorik-Schule von Gaza war eine Gruppe einflussreicher Gelehrter, viele von ihnen pflegten eine Lehrer-Schüler-Beziehung und nahmen als Redner am lokalen öffentlichen Leben teil. Zu den berühmten Vorsitzenden der Schule gehörten Aeneas von Gaza (gestorben um 518), ein christlicher Neuplatoniker, der die christliche Auferstehungslehre verteidigte; Prokopios von Gaza (465–528) verfasste Kommentare zu Büchern des Alten Testaments, die zu den frühesten Beispielen der so genannten katenischen Kommentare zählen und sein Schüler Chorikios von Gaza. Die Rhetorische Schule in Gaza trug dazu bei, das byzantinische Palästina zu „einem der wichtigsten Zentren des Lernens und der intellektuellen Aktivität in der Spätantike“ zu machen, das sogar andere große Städte im Mittelmeerraum, wie Athen und Alexandria, in den Schatten stellte. Die Soft Power, die die Schule und die zeitgenössische Bibliothek von Caesarea-Palaestina darstellten, gewährte Palästina in der byzantinischen Ära ein gewisses Maß an lokaler Autonomie. Als die Gaza-Triade bezeichnet wurden die drei christlichen Theologen Aeneas, Prokopios und Zacharias von Mytilene Scholasticus (gestorben um 540), ein früher Kirchenhistoriker.
Im 5. Jahrhundert wurde die Stadt mehrheitlich christlich. Zudem bestand in römischer und in byzantinischer Zeit eine jüdische Gemeinde. Im Jahr 635 wurde Gaza von den Arabern in der Islamischen Expansion erobert. Gaza, das seine Bedeutung als Handelsort zwischenzeitlich eingebüßt hatte, wurde wieder zu einem wichtigen Umschlagplatz auf der Weihrauchstraße, insbesondere im Handel mit Mekka.

### Die Zeit der Kreuzzüge
Die Kreuzfahrer unter Balduin I., König von Jerusalem um 1100, eroberten die Stadt, die damals in Ruinen lag und Gadres genannt wurde. Balduin III. ließ 1149 eine kleine Burg in Gaza errichten und übergab diese und die Umgebung nach deren Fertigstellung dem Templerorden, der in der Folgezeit den gesamten Siedlungshügel wiederbefestigte. Durch die Befestigung von Gaza schnitten die Kreuzfahrer die Festungsstadt Aschkelon vom Landweg nach Ägypten ab. Aschkelon war damals das letzte Bollwerk der ägyptischen Fatimiden-Dynastie in Palästina und wurde daraufhin 1153 erobert. 1170 belagerte Saladin erfolglos die Stadt. Nach der Schlacht bei Hattin 1187 wurde sie 1188 schließlich kampflos an Saladin übergeben, im Austausch gegen den in der Schlacht gefangen genommenen Templer-Großmeister Gérard de Ridefort. 1192 wurde Gaza kurzzeitig von den Teilnehmern des Dritten Kreuzzugs unter Richard Löwenherz besetzt, doch 1192 beim Friedensschluss zwischen Richard und Saladin diesem überlassen und die Befestigungen dazu geschleift. Sowohl in der Schlacht bei Gaza (1239) als auch in der Schlacht von La Forbie (1244) unterlagen die Kreuzfahrer nahe der Stadt muslimischen Heeren. Die Muslime wandelten die Johannes dem Täufer geweihte Kirche zur Großen Moschee um.

### Mamlukische und osmanische Zeit
Unter der Herrschaft der ägyptischen Mamluken-Dynastie wurde Gaza Verwaltungssitz für den Küstenstreifen bis nördlich von Caesarea Maritima. Nachdem die Osmanen in der Schlacht von Mardsch Dabiq 1516 bei Aleppo obsiegt hatten, fiel Palästina an das Osmanische Reich. Die Stadtoberen in Palästina übergaben zwar die Schlüssel ihrer Städte an die neuen Machthaber, doch wurde Gaza zum einzigen Schauplatz des Widerstands gegen die Osmanen. Die Bevölkerungszahl betrug laut der Forschung des Historikers Amnon Cohen in osmanischen Registern im Steuerjahr 1525/1526 rund 5500 Menschen, stieg auf 13.600 Einwohner um 1548/1549, hielt sich stabil bei 13.400 im Steuerjahr 1556/1557 und sank dann auf 6700 um 1596/1597.
Um 1665 wirkte hier Nathan von Gaza, der einen starken Einfluss auf die Entwicklung von Schabbtai Zvi nahm. Die Muslime verehrten in Gaza das Grab von Mohammeds Großvater in der Sayyid-Haschim-Moschee.
Am 25. Februar 1799 besetzte Napoleons Armée d’Orient Gaza auf ihrem Weg nach Jaffa und zur Belagerung von Akkon einige Wochen, nachdem sie sich in al-Arisch zeitweise gegen die osmanische Armee durchgesetzt hatte. Für den Zeitraum zwischen 1800 und 1880 schätzt Yehoshua Ben-Arieh, dass Gazas Bevölkerung von 8.000 auf 19.000 Einwohner anwuchs. Für 1895/1896 nennt Ruth Kark die Zahl von 20.750 Einwohnern, darunter befanden sich 786 Christen. Die landbesitzende Familie al-Schawa verfügte um das Ende des 19. Jahrhunderts über Grundbesitz von rund 100.000 Dunam. Dies war überaus viel im Vergleich zu den 60.000 Dunam im Besitz der Abd al-Hadi in Nablus oder den 50.000 Dunam der mächtigen Jerusalemer Familie al-Husseini. Aus der Familie ging der Bürgermeister Said al-Schawa hervor.

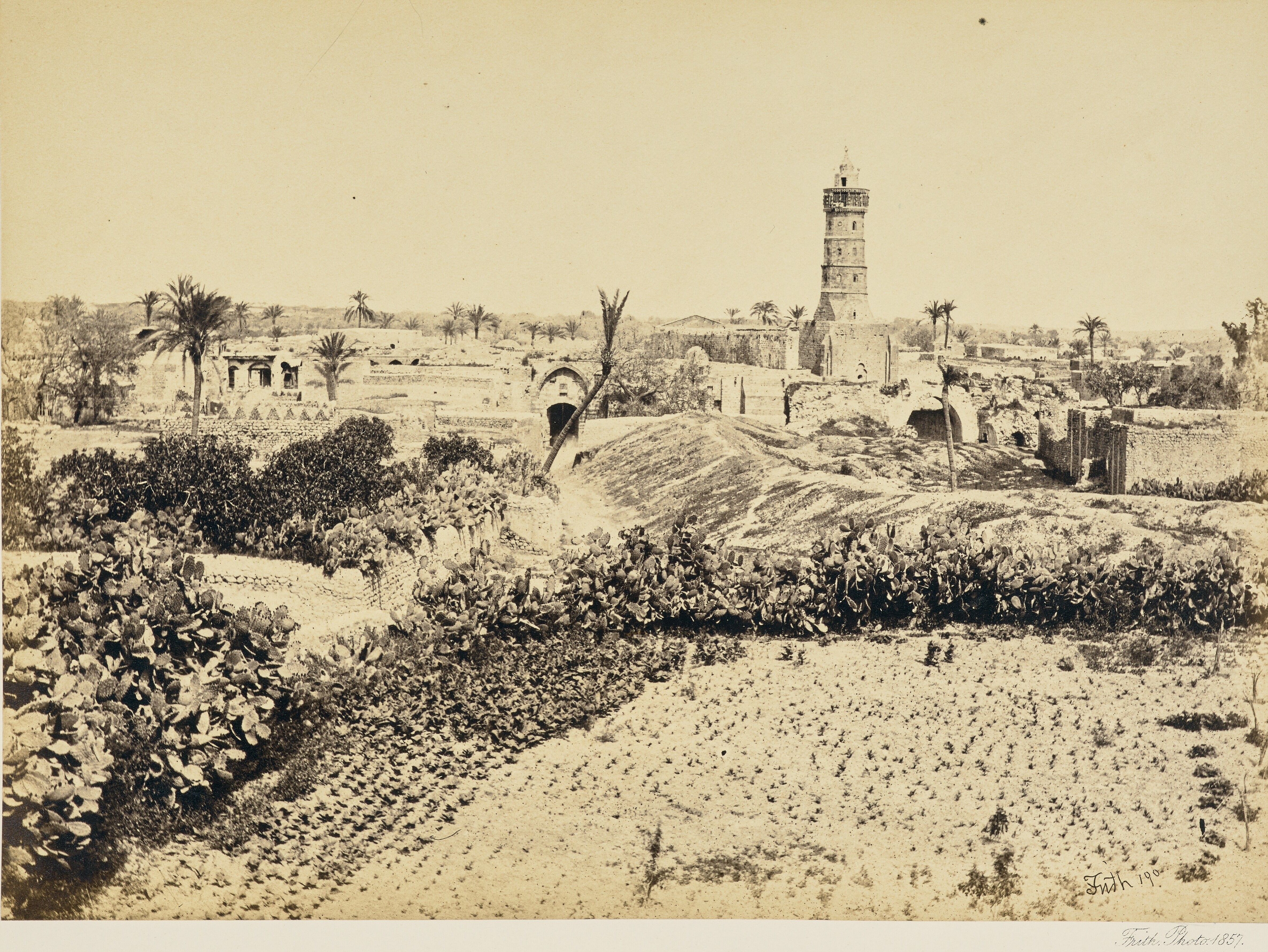
Altstadt – Bild von Frances Frith, 1857

Die Wirtschaft war auf Seifenherstellung und das Getreide aus der Gegend ausgerichtet, wie 1859 der US-amerikanische Missionar William McClure Thomson (1806–1894) im Buch The Land and the Book festhielt, der das Land um Gaza als besonders fruchtbar anpries und mit dem Tal des Mississippi gleichstellte. Daneben etablierte sich der Hafen von Gaza, der anders als zum Beispiel der Hafen von Jaffa, durch Gärten und Sanddünen etwa 3,5 km von der Stadt getrennt war. Er erreichte 1913 ein Handelsvolumen von 269.350 Pfund Sterling, wovon 108.230 auf Importe und 161.120 auf Exporte entfielen. Pilgerreisende auf der Haddsch waren eine wichtige Einnahmequelle.

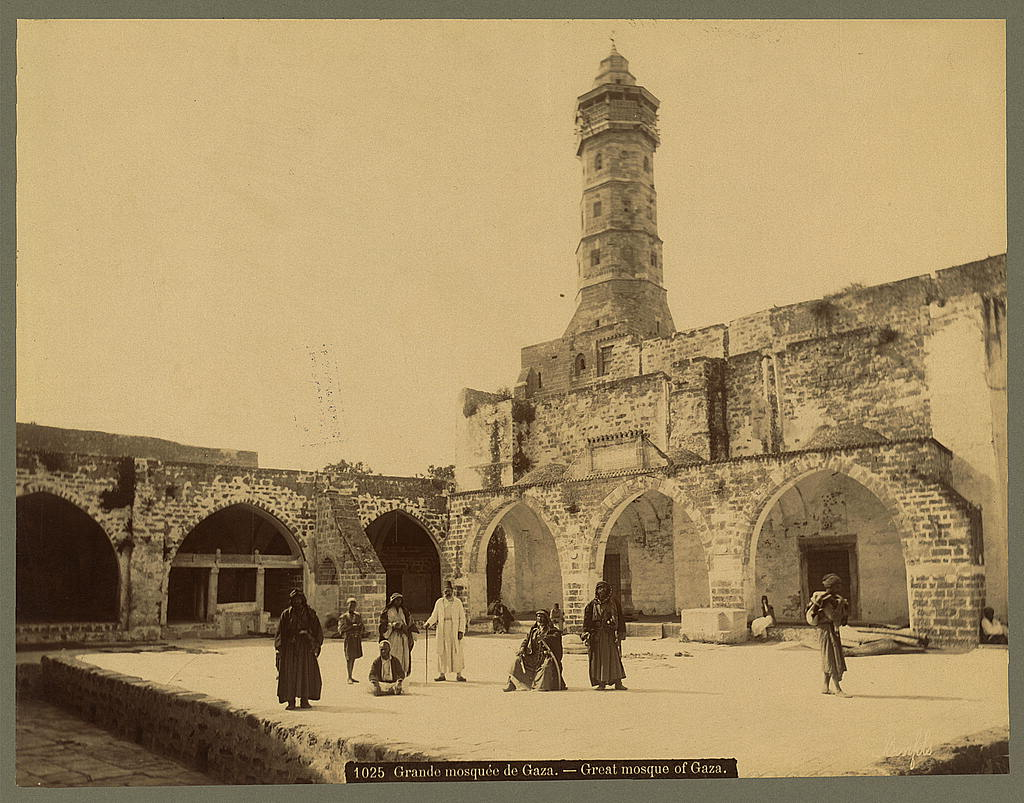
Aufnahme von Bonfils & Cie., Beirut: Die Große Moschee in Gaza, 1867

Um das Jahr 1910 gab es auch in Gaza eine Sektion des Komitees für Einheit und Fortschritt, dem Notabeln, Beamte und Religionsgelehrte angehörten. Die Dominikaner der École biblique de Jérusalem waren in Gaza mit dem Presbytère latin präsent. Im Ersten Weltkrieg errichtete das Osmanische Reich nahe der Stadt die Palästinafront gegen die Briten, die die Stadt nach einem ersten erfolglosen Angriff März/April 1917 am 7. November 1917 schließlich eroberten. Beim Beschuss der Stadt wurde das Minarett der Großen Moschee zerstört und danach vergrößert wiederaufgebaut, es war vom Aussichtsberg Jabal al-Mintar gut zu sehen. Zionistisch motivierte jüdische Einwanderer siedelten sich nicht in Gaza an, ihre nächstgelegene landwirtschaftliche Ansiedlung befand sich im etwa 20 km östlich gelegenen Ruchama, das 1911 gegründet worden war.

### Britisches Völkerbundsmandat über Palästina
Gaza und seine Umgebung wurden während des Ersten Weltkriegs durch die Briten im Rahmen der Sinai- und Palästina-Kampagne besetzt. Die Schlachten von Gaza fanden zwischen den Alliierten unter britischer Führung und den osmanischen Truppen statt.
Die Erste Schlacht von Gaza im März 1917 sah die Briten in dem Bestreben Gaza und Umgebung einzunehmen, jedoch scheiterten sie aufgrund von Kommunikationsproblemen und schlechter Truppenkoordination. Die osmanischen Truppen konnten erfolgreich ihre Verteidigung aufrechterhalten. Im Zuge der Zweiten Schlacht von Gaza im April 1917 unternahmen die Alliierten einen erneuten Angriff auf die Stadt. Obwohl es gelang, die osmanischen Verteidigungsstellungen zu durchbrechen, versäumten es die britischen Truppen aufgrund von Fehlern in der Nachverfolgung, die Stadt und Umgebung vollständig einzunehmen.

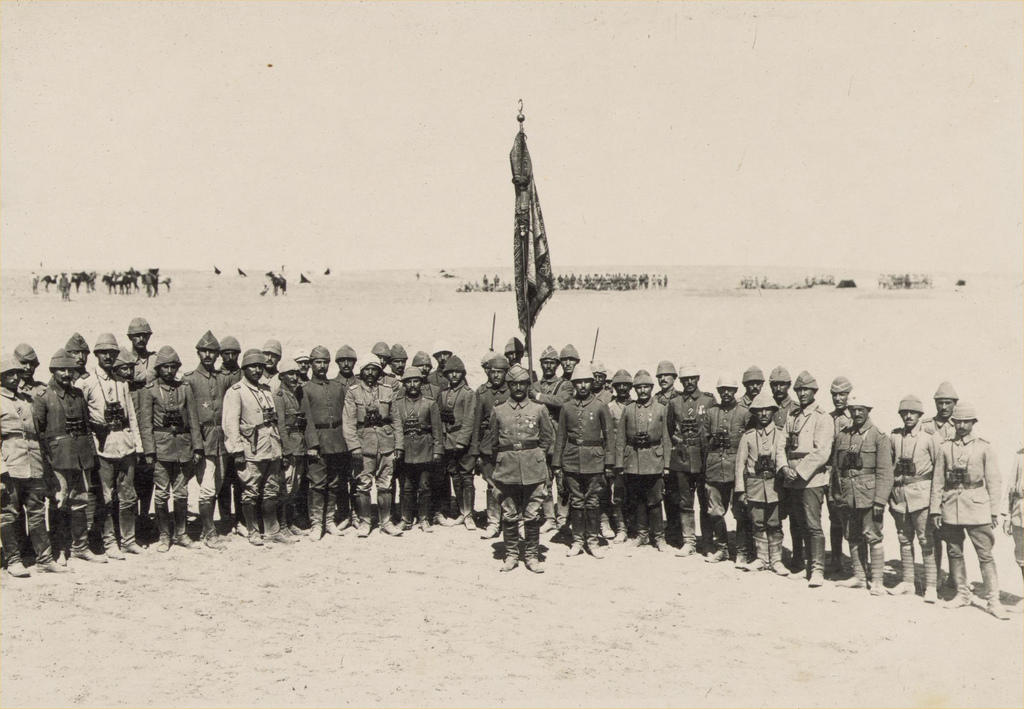
Osmanische Offiziere die Gaza während der ersten Schlacht erfolgreich verteidigten, 1917

Die Dritte Schlacht von Gaza im Oktober 1917 markierte einen weiteren Angriff auf die Umgebung unter dem Kommando von General Edmund Allenby. Der Angriff führte schließlich dazu, dass die Briten Gaza und Umgebung am 7. November 1917 einnahmen. Dieser Erfolg war entscheidend für den Verlauf der Sinai- und Palästina-Kampagne während des Ersten Weltkriegs und legte den Grundstein für die weiteren Entwicklungen in der Region.
Nach dem Ersten Weltkrieg wurde der Gaza-Distrikt des Mutesarriflik Jerusalem ein Teil des an Großbritannien übertragenen Völkerbundsmandats für Palästina. Gazas Unternehmer begannen zunehmend in den profitablen Anbau von Zitrusfrüchten zu investieren. Ihre Lesegesellschaft al-Muntada al-Adabi, die der von Raghib al-Naschaschibi angeführten Opposition gegen Mohammed Amin al-Husseini angehörte, war in Gaza aktiv, doch war auch der al-Husseini freundlich gesinnte Al-Nadi al-Arabi in Gaza vertreten. 1925 versuchte der Mufti von Gaza Landverkäufe an jüdische Organisationen wie den Keren Kayemeth LeIsrael (KKL) mit einer Fatwa zu verhindern, jedoch war das Verhalten landbesitzender arabischer Familien widersprüchlich, so legt laut Tom Segev eine von der Käuferseite angelegte Liste von 1937 die Vermutung nahe, dass auch die al-Schawa Land verkauften. Im hauptsächlich gegen die Briten gerichteten Arabischen Aufstand errangen Aufständische 1938 für einige Stunden die Kontrolle über Gaza, während sie die Jerusalemer Altstadt drei Tage hielten.

### Gaza unter ägyptischer Verwaltung

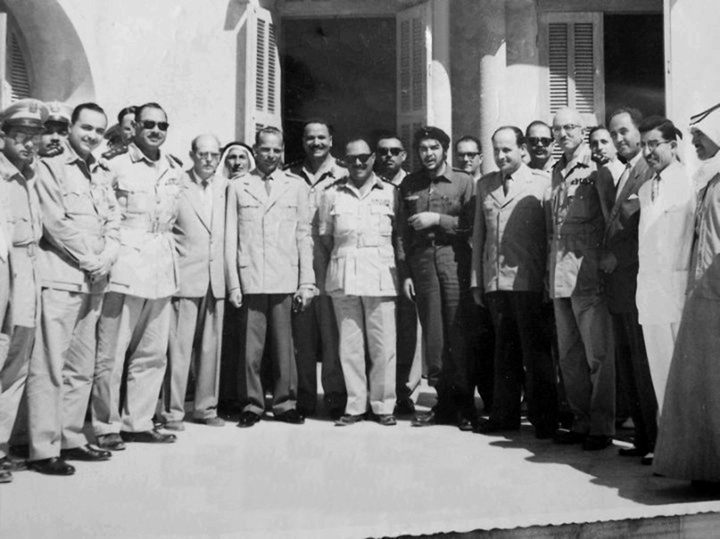
1959 – der kubanische Revolutionär Che Guevara besucht Gaza

1948 wurde der Gazastreifen von Ägypten besetzt, das im Palästinakrieg mit rund 1000 Toten einen hohen Blutzoll erbracht hatte. Durch die Nakba im Ersten israelisch-arabischen Krieg kamen fast 200.000 Flüchtlinge hauptsächlich aus den Orten der Küstenebene und aus Jaffa im Gazastreifen an. Sie wurden von der UNRWA registriert. Gaza war ab dem 6. September 1948 der Sitz der weitgehend bedeutungslosen All-Palästina-Regierung unter dem durch seine Nazianhängerschaft diskreditierten Amin al-Husseini, einer Gründung der Arabischen Liga, abhängig von Ägypten. Die nur noch formal existierende Exilregierung zog bald nach Kairo. 1959 wurde sie von Gamal Abdel Nasser aufgelöst.
Ab den 1940er Jahren waren die Muslimbrüder in Gaza tätig. Indes entwaffnete die ägyptische Armee die Bevölkerung bis 1955 systematisch, um Angriffe auf Israel zu unterbinden. Eine kurze wirtschaftliche Blütezeit unter ihrer Verwaltung hat der armenischstämmige Fotograf Kegham Djeghalian dokumentiert. Bei einem israelischen Angriff auf eine Militärbasis am 28. Februar 1955 starben 38 ägyptische Soldaten, 62 wurden verletzt. Als Reaktion auf den Angriff unternahm Ägypten fortan nichts mehr, um das Eindringen sogenannter Fedajin nach Israel zu unterbinden. Israel nahm Gaza 1956 kurzzeitig ein. Von November 1956 bis Juni 1967 war in Gaza die United Nations Emergency Force (UNEF I) stationiert. Im Juni 1959 besuchte der argentinische Arzt und Anführer der Rebellenarmee in der Kubanischen Revolution Ernesto „Che“ Guevara Gaza, 1964 kam der schwarzen Bürgerrechtler Malcolm X aus den USA. 1960 war Indiens Ministerpräsident Jawaharlal Nehru auf Truppenbesuch. Anders als im Westjordanland verschwanden Salim Tamari zufolge Gazas landwirtschaftliche Kleinbetriebe und traditionelle Eliten.

### Von der israelischen Besatzung zu Hamas
Der zutiefst säkulare ägyptische Staatspräsident Nasser war auch in Gaza mit harter Hand gegen die islamistischen Muslimbrüder vorgegangen und hatte sie in den Untergrund gezwungen. Im Sechstagekrieg wurde der gesamte Gazastreifen im Juni 1967 erneut von Israel besetzt. 1973 gründete Ahmad Yasin die islamistische Organisation Moujamma al-islami. Ab 1981 war Fathi Schakaki, der Gründer des „Islamischen Dschihad in Palästina“, in Gaza tätig, wo er an der al-Qassam-Moschee des Predigers Abdel Aziz Uda im nahen Beit Lahiya Fuß fasste.

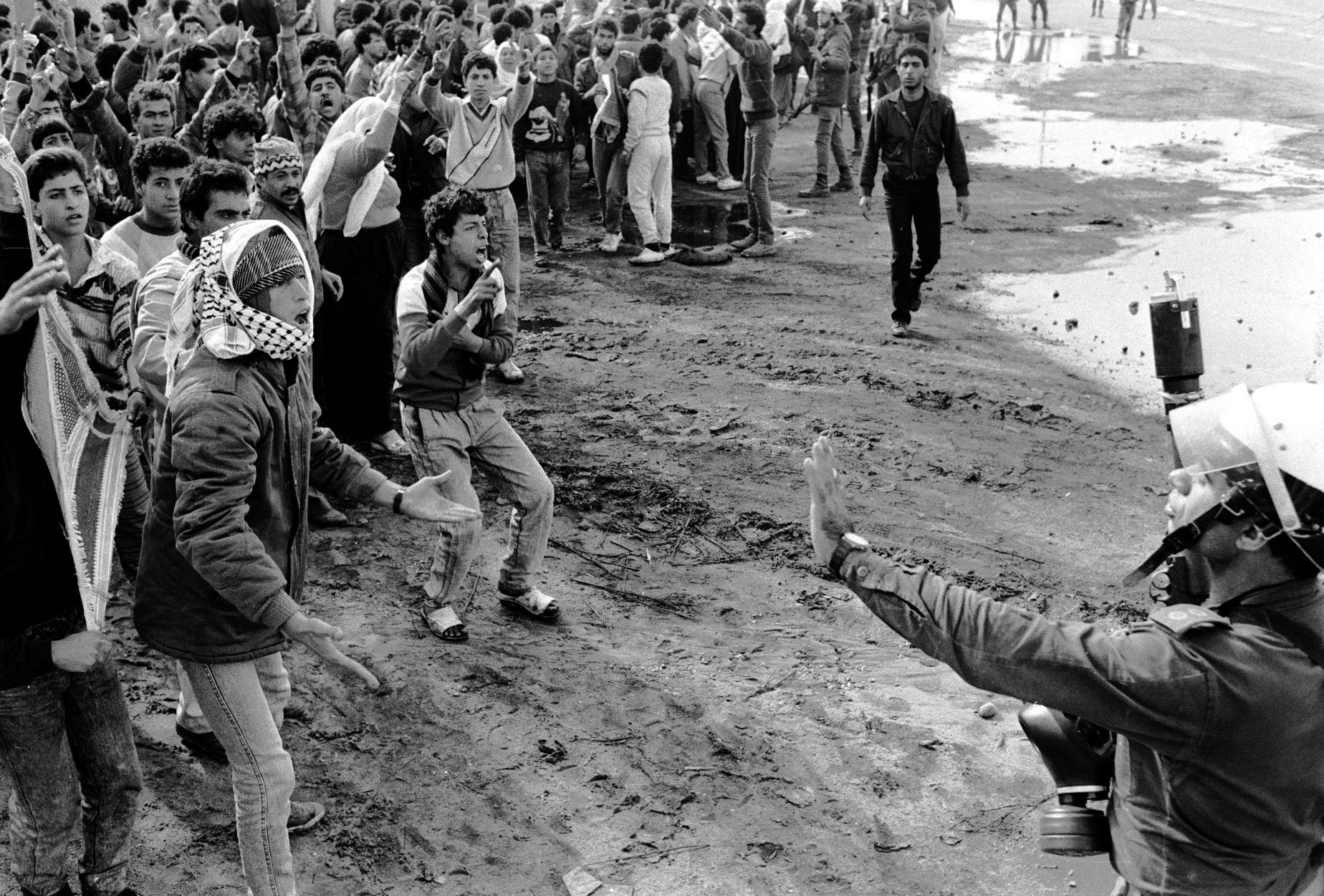
Gaza während der ersten Intifada, Dezember 1987

Im Abkommen von Taba 1995 erreichte Jassir Arafat als Verhandlungserfolge 70 % des Gazastreifens, eine eigene Polizeitruppe und die Eröffnung des Internationalen Flughafens Jassir Arafat. 1996 fanden die Wahlen zum Palästinensischen Legislativrat statt. Die Hamas vergrößerte ihre Basis durch ein Netzwerk von Moscheen und führte Angriffe in Israel durch. 2000 folgte die Zweite Intifada. Mehrere tausend Palästinenser belagerten ab dem 15. Mai 2000 die nahe gelegene Siedlung Netzarim, eine der 16 israelischen Siedlungen im Gazastreifen. 2005 zog sich Israel aus dem Gebiet zurück und evakuierte die rund 6000 Siedler, auch in den drei nächstliegenden Siedlungen Dugit und Beit Lahia im Norden und Netzarim im Süden der Stadt. Beim Rückzug wurden sie aufgelöst, doch übt Israel seither die Kontrolle über die an Israel grenzenden Außenverbindungen, über die Luft- und über die Seeverbindungen aus. Arbeitsmöglichkeiten in Israel gingen fast ganz verloren.
Am 18. November 1994 kam es in Gaza zur Eskalation zwischen der PLO und demonstrierenden Hamas-Anhängern, wodurch es zu 16 Toten kam, die von PLO-Mitgliedern beim Verlassen einer Moschee erschossen wurden. Nach anfänglicher Regierung durch die Fatah und erneuten Konfrontationen zwischen den beiden, herrscht seit ihrem unerwarteten Wahlsieg bei der zweiten bisher abgehaltenen Parlamentswahl im Januar 2006 (74 der 132 Parlamentssitze gingen an Hamas) und durch ihre einseitige Machtübernahme am 15. Juni 2007 die aus den Muslimbrüdern hervorgegangene Hamas im Gazastreifen.
In Gaza waren (Stand 2017) sechs salafistische Gruppen tätig, die – zumindest im ideologischen Diskurs – ein radikaleres Programm verfolgen als Hamas. Diese teilweise als Splittergruppen geltenden Organisationen waren Tawid al-Dschihad von Ahmad Abd al-Karim al-Saidani, Masada al-Mudschahedin von Abu Omar al-Ansari, Schaisch al-Islam von Mumtaz Daghmusch, Dschund Ansar Allah, die anti-schiitische Gruppe Schaisch al-Umma und die auch weltweite Ziele eines bewaffneten Dschihad anstrebende Gruppe Schaisch al-Muminum. Im August 2009 töteten Hamas-Leute den Anführer von Dschund Ansar Allah, weil dieser den alleinigen Führungsanspruch der palästinensischstämmigen Aktivisten im Gazastreifen in Frage gestellt hatte. 2003 verbot Israel die Zusammenführung mit Familien in Ostjerusalem.
In den Jahren 2004, 2008–2009, 2012, 2014 und jährlich seit 2021 beschoss Israels Armee IDF Ziele in Gaza, wodurch es zu vielen zivilen Opfern kam. Unter anderem wurde die American International School getroffen. Im Jahr 2020 lag die Jugendarbeitslosigkeit in dem stark verarmten Gebiet bei 61 %. Indes hat die Hamas ein vermutlich rund 500 km langes Tunnelsystem unter dem dicht besiedelten Gebiet errichtet.

### Belagerung von Gaza während des Krieges 2023

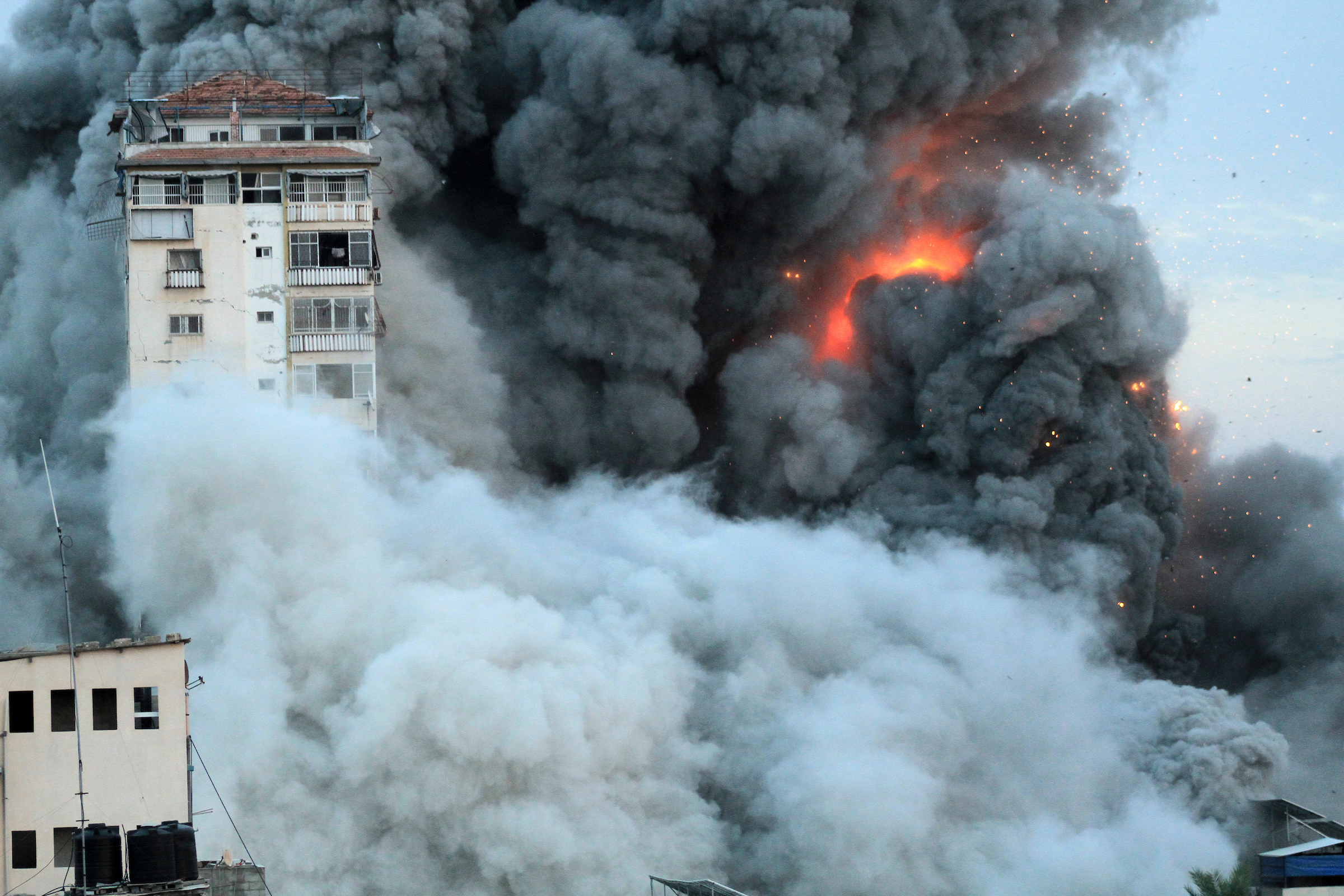
Am 7. Oktober 2023 zerstörten israelische F-16-Kampfflugzeuge die Palestine Tower und andere mehr als zehn Stockwerke hohe Wohnblöcke in Gaza-Stadt

Nach den Angriffen der Hamas und anderer Fraktionen auf Israel am 7. Oktober 2023 begann der Krieg in Israel und Gaza seit 2023. Der Kampf begann am 30. Oktober 2023, als Israel und Hamas in Gaza-Stadt zusammenstießen.

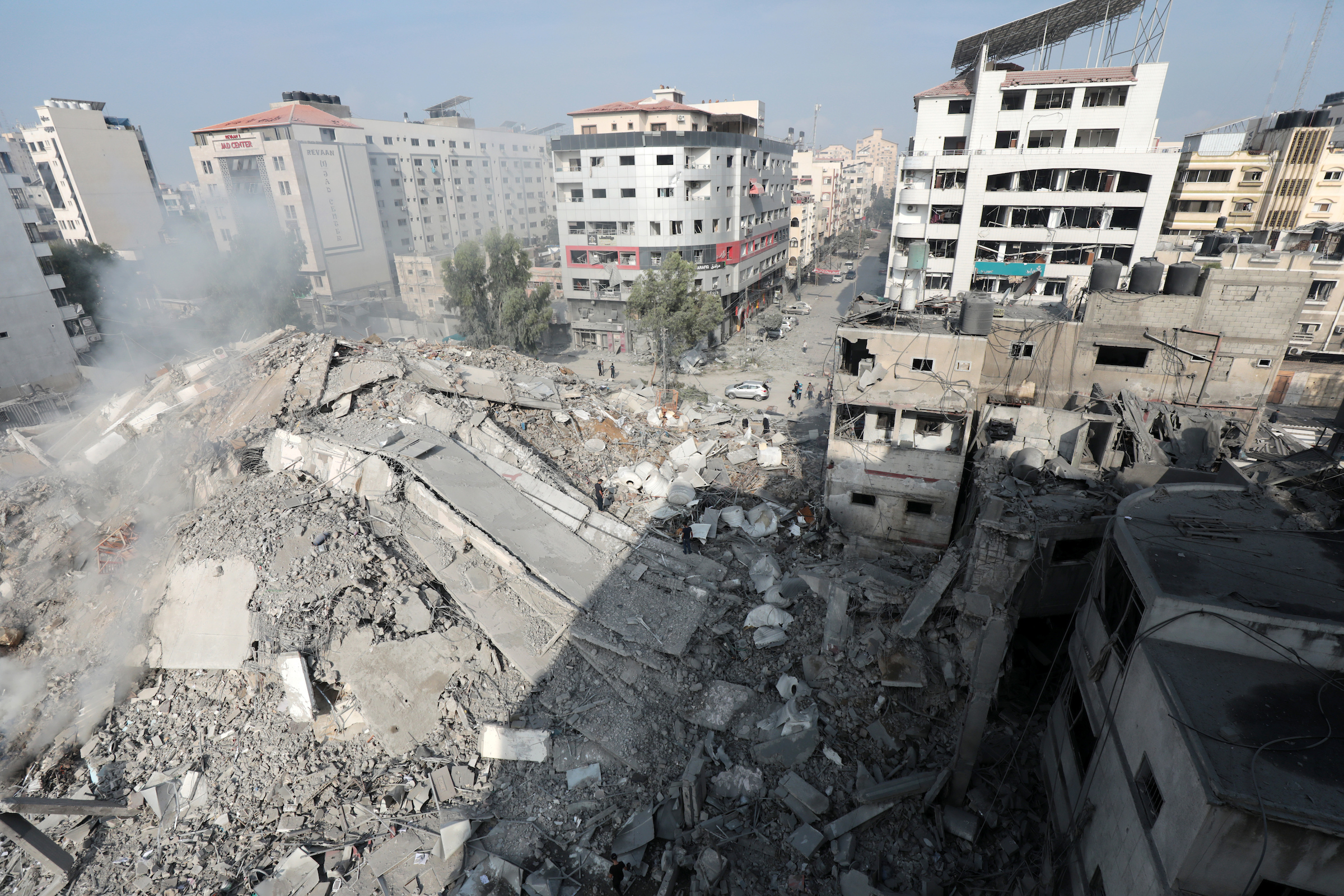
Das Wohnhochhaus Watan-Turm wurde am 8. Oktober 2023 bei israelischen Luftangriffen in Gaza-Stadt zerstört

Die Belagerung von Gaza-Stadt begann am 2. November 2023, als die israelischen Streitkräfte Gaza-Stadt umzingelten. Die Belagerung ist Teil der laufenden israelischen Invasion im Gazastreifen, die einen Gegenangriff auf den von der Hamas geführten Angriff auf Israel im Jahr 2023 darstellte.
Am 16. November konnte die IDF den Hafen Gazas unter ihre Kontrolle bringen. Am selben Tag gaben die israelische Streitkräfte in den vergangenen 24 Stunden den Westteil der Stadt unter Kontrolle gebracht hätten.
Im Rahmen des Konfliktes wurden zahlreiche Palästinenser im Al-Ahli-Arab-Krankenhaus bei einem Raketenangriff getötet. Hamas und Israel sprechen sich gegenseitig die Schuld an dem Angriff zu. Zusätzlich löste die Belagerung und Stürmung des Al-Schifa-Krankenhauses in der Nacht auf den 15. November durch die israelischen Armee Kontroversen aus. Die IDF behauptete, es seien in einem Komplex Waffen und ein Kommandoposten entdeckt worden. Eine umfangreiche Analyse der Washington Post stellte die Anschuldigungen infrage und wies einige Darstellungen zurück.

## Demografie und Religion
Gaza-Stadt ist mit 590.481 (Stand 2017) Einwohnern die größte Stadt des Staates Palästina. Die Stadt weist eine der höchsten Gesamtwachstumsraten der Welt auf. In der Agglomeration Gazastreifen leben nach letztem Zensus mehr als 1,8 Millionen Menschen; damit beträgt die Bevölkerungsdichte 9.982,69/km² und ist vergleichbar mit der von New York City.
Die Demografie von Gaza-Stadt verzeichnete im Verlauf der Geschichte markante Entwicklungen, die von verschiedenen Faktoren beeinflusst wurden.
Den osmanischen Steuerunterlagen aus dem Jahr 1557 zufolge gab es in Gaza 2.477 männliche Steuerzahler. Die Statistiken aus dem Jahr 1596 zeigen, dass die muslimische Bevölkerung Gazas aus 456 Haushalten, 115 Junggesellen, 59 religiösen Personen und 19 Behinderten bestand. Zusätzlich zu den Muslimen gab es in der osmanischen Armee 141 Jundiyan oder „Soldaten“. Von den Christen gab es 294 Haushalte und sieben Junggesellen, während es 73 jüdische Haushalte und acht samaritanische Haushalte gab. Insgesamt lebten schätzungsweise 6.000 Menschen in Gaza, was es nach Jerusalem und Safad zur drittgrößten Stadt im osmanischen Palästina macht.
Vor Ausbruch des Ersten Weltkriegs hatte Gaza eine Bevölkerungszahl von 42.000 erreicht; allerdings führten die heftigen Kämpfe zwischen den Alliierten und den Osmanen und ihren deutschen Verbündeten im Jahr 1917 in Gaza zu einem massiven Bevölkerungsrückgang. Die folgende Volkszählung von 1931 durch die britischen Mandatsbehörden listet 17.046 Einwohner auf (16.356 Muslime, 689 Christen und ein Jude) und weitere 4.597 in den Vororten (4.561 Muslime und 36 Christen).
Laut einer Volkszählung des Palästinensischen Zentralamts für Statistik (PCBS) aus dem Jahr 1997 lebten in Gaza und dem angrenzenden al-Shati-Lager 353.115 Menschen, davon 50,9 % Männer und 49,1 % Frauen. Gaza hatte eine überwiegend junge Bevölkerung, mehr als die Hälfte war zwischen dem Säuglingsalter und 19 Jahren alt (60,8 %). Etwa 28,8 % waren zwischen 20 und 44 Jahre alt, 7,7 % zwischen 45 und 64 Jahre und 3,9 % waren über 64 Jahre alt.
Ein massiver Zustrom palästinensischer Flüchtlinge ließ die Bevölkerung Gazas nach dem Palästinakrieg anschwellen. Bis 1967 war die Bevölkerung auf etwa das Sechsfache der Größe von 1948 angewachsen. Im Jahr 1997 waren 51,8 % der Einwohner Gazas Flüchtlinge oder deren Nachkommen.

### Islam
Die Bevölkerung von Gaza besteht überwiegend aus Muslimen, die dem sunnitischen Islam folgen. Besonders durch den Einfluss des islamischen Rechtsgelehrten asch-Schāfiʿī entwickelte sich der Islam als dominante Religion der Stadt. Während der Zeit der Fatimiden war der schiitische Islam in Gaza weitverbreitet, nachdem Saladin 1187 die Stadt erobert hatte, förderte er eine sunnitische Religions- und Bildungspolitik, die seinerzeit maßgeblich zur Vereinigung seiner arabischen und türkischen Soldaten beitrug.

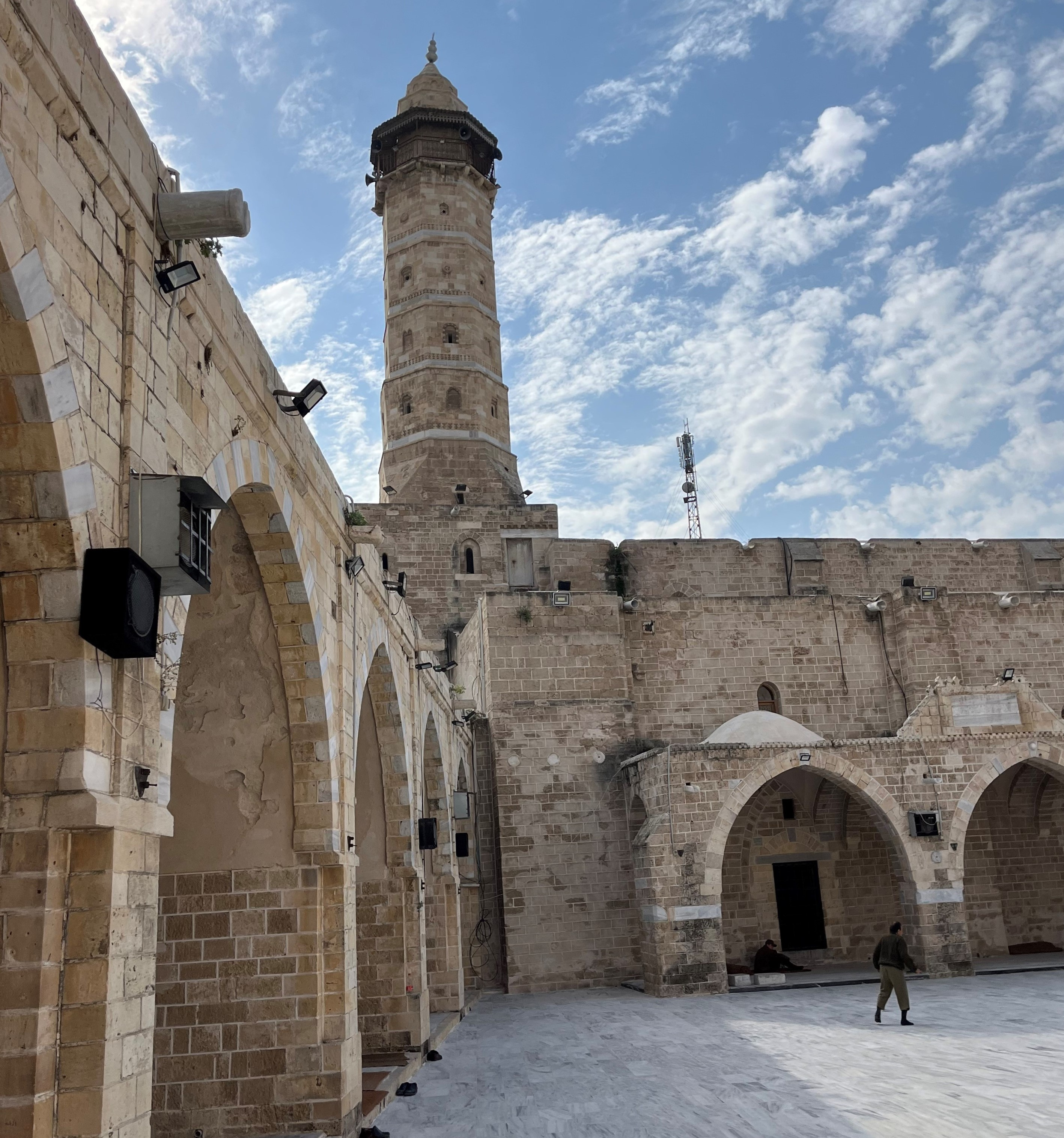
Große Moschee von Gaza, 2022

In Gaza befinden sich unzählige Moscheen die bekanntesten sind:
- Große Moschee von Gaza oder auch Große Omar-Moschee (arabisch المسجد العمري الكبير, DMG al-Masǧid al-ʿUmarī al-kabīr) die größte und eine der ältesten Moscheen im Gazastreifen.
- Sayed al-Hashim-Moschee (arabisch: مسجد السيد هاشم Masjid as-Sayed Hāshim; türkisch: Seyyid Haşim Camii) ist eine der größten und ältesten Moscheen in Gaza und befindet sich im ad-Darrāj-Viertel der Altstadt, abseits der al-Wehda-Straße. Das Grab von Hāschim ibn ʿAbd Manāf, Prophet Mohammeds Urgroßvater, der während einer Handelsreise in Gaza starb, befindet sich nach muslimischer Tradition unter der Kuppel der Moschee.[61]Sayed al-Hashim-Moschee, 2017

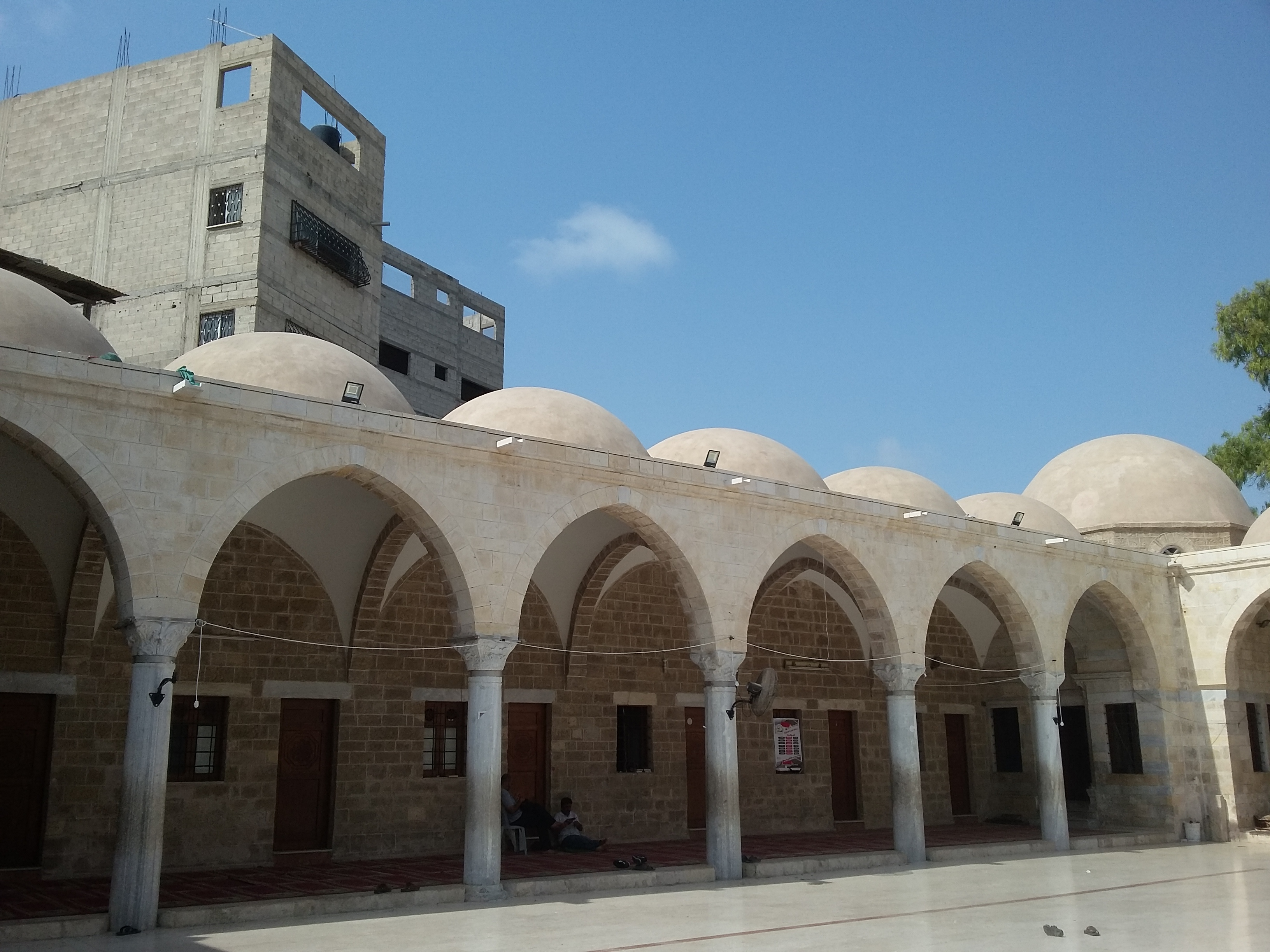
Sayed al-Hashim-Moschee, 2017

### Christen

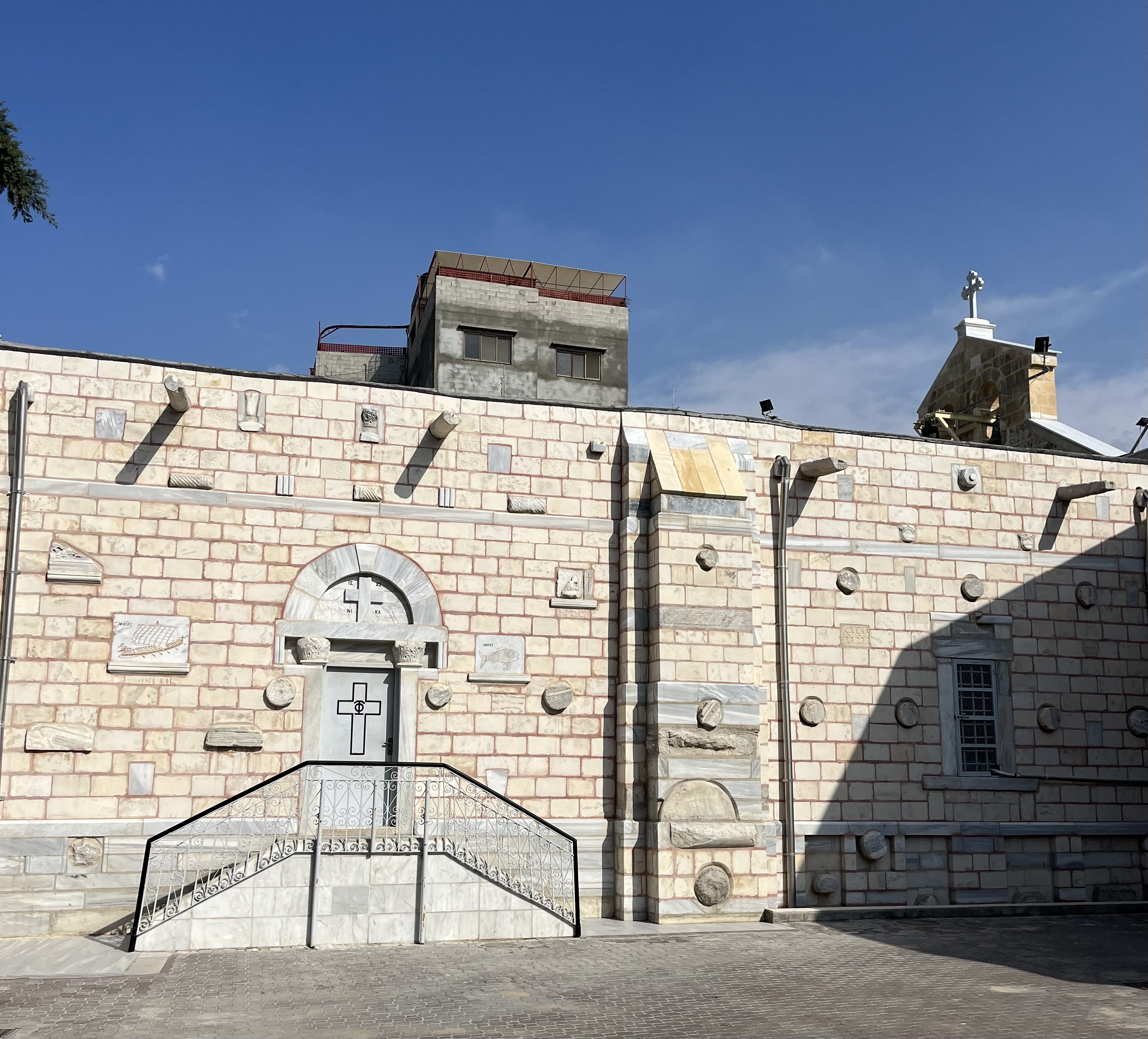
Kirche des Heiligen Porphyrius im Jahr 2022, vor dem israelischen Luftangriff

Die Zahl der Christen im Gaza-Streifen liegt nach Schätzungen im Jahr 2023 bei 1000. Die Mehrheit lebt im Zaytun-Viertel der Altstadt. Die größte christliche Konfession im Gazastreifen ist die orthodoxe Kirche, die zum Griechischen Patriarchat von Jerusalem gehört. Ihre St.-Porphyrius-Kirche in der Altstadt von Gaza ist der älteste Kirchenbau des Gazastreifens, in dem noch christliche Gottesdienste stattfinden.
Die katholische Kirche unterhält eine Pfarrkirche, die der heiligen Familie geweiht ist, und eine Schule. Die Gläubigen werden von Ordensmitgliedern betreut, die der Ordensfamilie des menschgewordenen Wortes angehören.

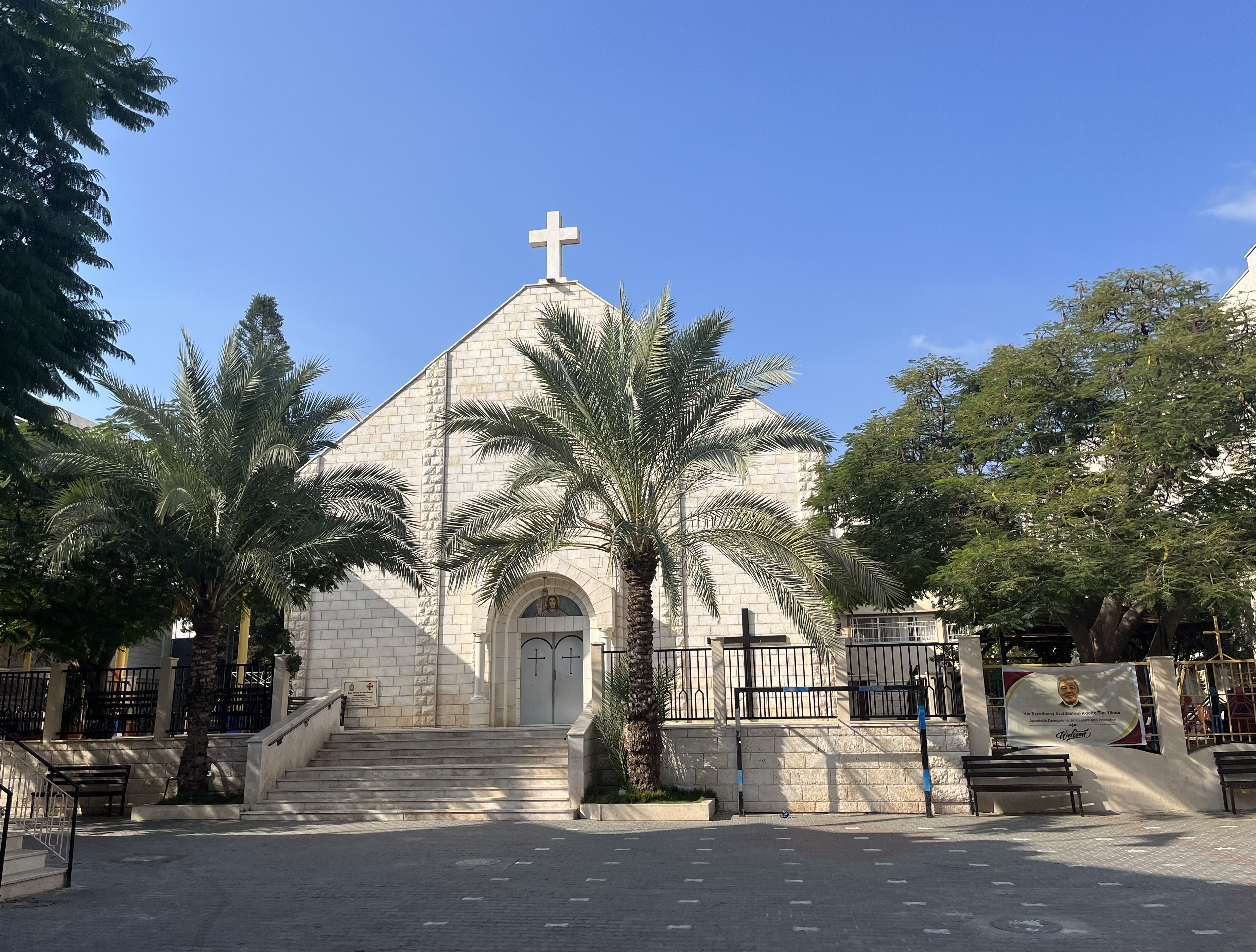
Kirche der Heiligen Familie in Gaza, November 2022

Die anglikanische Diözese von Jerusalem unterhält in Gaza-Stadt das al-Ahli-al-Arabi-Krankenhaus, das einzige christliche Krankenhaus im Gaza-Streifen. Auf dem Krankenhausgelände steht die St.-Porphyrius-Kirche, deren Dach während der 2. Intifada von einer israelischen Rakete durchbohrt wurde. Eine anglikanische Gemeinde existiert jedoch nicht.
Die 1993 gegründete, interkonfessionell arbeitende Palästinensische Bibelgesellschaft, deren Hauptsitz sich in Ostjerusalem befindet, unterhält eine Niederlassung in Gaza-Stadt und betreibt dort seit 1999 als Gemeinschaftsprojekt mit der Missionsgesellschaft Open Doors den einzigen christlichen Buchladen im Gaza-Streifen. 2006 und 2007 war dieser Ziel zweier Bombenattentate. Im Oktober 2007 wurde der Geschäftsführer des Ladens entführt und später ermordet aufgefunden. 2008 wurde das christliche Jugendzentrum überfallen und in die Luft gesprengt. Der damalige Ministerpräsident Ismail Haniyya verurteilte den Mord und versicherte, man werde „nicht zulassen, dass irgendjemand die muslimisch-christlichen Beziehungen sabotiere“.
Aufzeichnungen aus dem Jahr 1906 belegen, dass es etwa 750 Christen gab, davon 700 orthodox und 50 römisch-katholisch.

### Juden
Die jüdische Gemeinde in Gaza war etwa 3000 Jahre alt und im Jahr 1481 gab es sechzig jüdische Haushalte. Die meisten von ihnen flohen im August 1929, nachdem Juden bei gewalttätigen Übergriffen durch muslimische Araber (siehe auch Massaker von Hebron) ermordet worden waren und die britischen Mandatstruppen die Vertreibung gebilligt hatten, um die Araber zu beschwichtigen. Danach kam es von 1946 bis zu einer dreimonatigen Belagerung durch die ägyptische Armee im Jahr 1948 zu einer Wiederbesiedlung des Weilers Kefar Darom durch die Kibbuz-Bewegung auf von der Jewish Agency erworbenem Land. 1970 wurde wiederum ein Außenposten der israelischen Armee errichtet, aus dem in den 1980er Jahren eine israelische Siedlung entstand. Anschließend stieg die Zahl der Siedlungen im Gazastreifen auf 21 an, in denen bis zur Räumung der Siedlungen im August 2005 etwa 8500 jüdische Israelis lebten.

## Politik

### Städtepartnerschaften
Die Stadt Gaza hat mit den folgenden Städten der Welt einen Partnerschaftsvertrag unterschrieben (zeitlich geordnet):
- Barcelona, Spanien (1998)[69]
- Tel Aviv-Jaffa, Israel (1998, seit 2008 ruhend)[70]
- Dunkerque, Frankreich (1996)[71]
- Turin, Italien (1997)[72]
- Täbris, Iran[73]

- Tromsø, Norwegen(2001)[74]
- Cascais, Portugal (2000)[75]
- Cáceres, Spanien (2010)[76]

## Bildung
In Gaza gibt es mehrere Universitäten, an denen zusammen 28.500 Studenten eingeschrieben sind, darunter die Al-Aqsa-Universität, die al-Azhar-Universität und die Islamische Universität Gaza. Auch besteht dort seit 2008 ein archäologisches Museum.
Nach Angaben des PCBS konnten 1997 etwa über 90 % der Bevölkerung im Gazastreifen über 10 Jahre lesen und schreiben. Von der Bevölkerung der Stadt waren 140.848 in Schulen eingeschrieben (39,8 % in der Grundschule, 33,8 % in der weiterführenden Schule und 26,4 % in der Oberschule). Etwa 11.134 Personen erhielten einen Bachelor- oder einen höheren Abschluss.

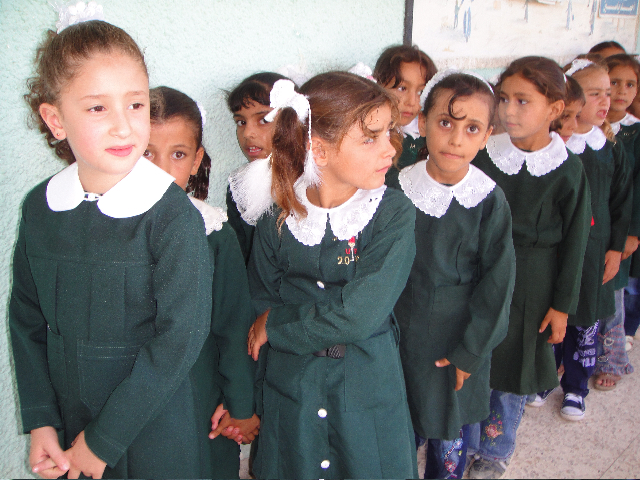
Schulmädchen in Gaza stehen Schlange für den Unterricht, 2009

### Universitäten
Gaza hat viele Universitäten. Die vier wichtigsten Universitäten der Stadt sind die Al-Azhar-Universität – Gaza, die Al-Quds Open University, die Al-Aqsa-Universität und die Islamische Universität Gaza. Die aus zehn Einrichtungen bestehende Islamische Universität wurde 1978 von einer Gruppe von Geschäftsleuten gegründet und war damit die erste Universität in Gaza. Es waren 20.639 Studierende eingeschrieben. Die Al-Azhar-Universität – Gaza ist im Allgemeinen säkular und wurde 1992 gegründet. Die Al-Aqsa-Universität wurde 1991 gegründet. Die Al-Quds Open University richtete ihren Campus für die Gaza-Bildungsregion 1992 in einem gemieteten Gebäude im Zentrum der Stadt mit ursprünglich 730 Studenten ein. Aufgrund des rasanten Anstiegs der Studentenzahl wurde das erste universitätseigene Gebäude im Nasser-Distrikt errichtet. Im Zeitraum 2015/16 waren 3454 Studenten eingeschrieben.

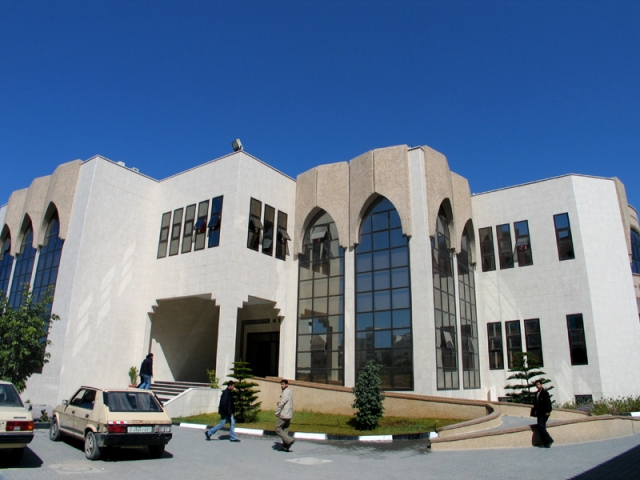
Hauptkonferenzsaal der Islamischen Universität Gaza, 2009

### Bibliothek
Die öffentliche Bibliothek von Gaza liegt an der Wehda-Straße und verfügt über eine Sammlung von fast 10.000 Büchern in Arabisch, Englisch und Französisch. Das Gebäude mit einer Gesamtfläche 1,410 qm2 besteht aus zwei Etagen und einem Keller. Die Bibliothek wurde 1999 nach einer seit 1996 bestehenden Zusammenarbeit zwischen Gaza unter Bürgermeister Aoun Shawa, der Gemeinde Dunkerque und der Weltbank eröffnet. Die Hauptziele der Bibliothek bestehen darin, Informationsquellen bereitzustellen, die den Bedürfnissen der Begünstigten entsprechen, die notwendigen Einrichtungen für den Zugang zu verfügbaren Informationsquellen bereitzustellen und verschiedene kulturelle Programme wie kulturelle Veranstaltungen, Seminare, Vorträge, Filmpräsentationen, Videos, Kunst und Bücher zu organisieren Ausstellungen.

## Verkehr

### Flugverkehr
Der Internationale Flughafen Jassir Arafat liegt 40 km südlich an der Grenze zu Ägypten. Der Flughafen war der einzige für Verkehrsflugzeuge im Staate Palästina. Die Einrichtung wurde am 24. November 1998 eröffnet und der Flughafen wurde von der Palästinensischen Zivilluftfahrtbehörde unter Aufsicht der israelischen Regierung betrieben. Es konnten 700.000 Passagiere pro Jahr abgefertigt werden und seine Gesamtfläche betrug 450 Hektar. Der Flugplatz diente als Basis der Palästinensischen Fluggesellschaft. Alle Passagierflüge wurden im Februar 2001 während der Zweiten Intifada eingestellt. Israel bombardierte am 4. Dezember 2001 die Radarstation und den Kontrollturm. Am 10. Januar 2002 schnitten schwere Bulldozer mit einer Metallkralle die Landebahn auf, wodurch der Flughafen funktionsunfähig wurde.

### Seehafen
Der Seehafen von Gaza ist ein kleiner Hafen in der Nähe des Rimal-Viertels von Gaza-Stadt. Es ist der Heimathafen palästinensischer Fischerboote und der Stützpunkt der palästinensischen Marinepolizei, einer Zweigstelle der palästinensischen Nationalen Sicherheitskräfte. Gemäß dem Oslo-II-Abkommen sind die Aktivitäten der palästinensischen Marinepolizei auf 6 Seemeilen von der Küste entfernt beschränkt. Seit 2007 steht der Hafen von Gaza im Rahmen der Blockade des Gazastreifens unter einer von Israel verhängten Seeblockade, und die Aktivitäten im Hafen sind auf die Kleinfischerei beschränkt.

### Eisenbahn
Gaza lag von 1916 bis zur Stilllegung dieses Abschnitts in den 1970er oder 1980er Jahren an der Sinai-Bahn von Jaffa über Lod nach Kairo (bis 1967). Heute sind die Gleise der Eisenbahn im Gazastreifen größtenteils abgebaut.

## Söhne und Töchter der Stadt
- Hilarion von Gaza (291–371), christlicher Asket, Eremit und Heiliger, Begründer des anachoretischen Mönchtums in Palästina, Schüler des Heiligen Antonius dem Großen
- Porphyrios von Gaza (* um 347 in Thessaloniki; † 26. Februar 420 in Gaza), setzte das Christentum in der Stadt durch
- Aeneas von Gaza (gestorben um 518) christlicher Neuplatoniker
- Prokopios von Gaza (465–528), ein spätantiker Sophist, verfasste Kommentare zu Büchern des Alten Testaments
- Chorikios von Gaza, Schüler des Prokopios und dessen Nachfolger, stilprägender Musterautor
- Zacharias von Mytilene (465 bis nach 536), orthodoxer Kirchenhistoriker
- Muhammad ibn Idris asch-Schafii (767–820), islamischer Rechtsgelehrter, Begründer der islamischen Rechtstheorie
- Israel Nadschara (1555–1628), ein jüdischer liturgischer Poet, Kommentator der Hebräischen Bibel, Kabbalist und Rabbi von Gaza
- Abraham Azulai (1570, Fès–1643; heb. אברהם בן מרדכי אזולאי), ein Kabbalist, Autor und Kommentator
- Haidar Abdel-Shafi (1919–2007), palästinensischer Arzt und Politiker
- Ahmad Yasin (1936/37–2004), führender Begründer der Organisation Hamas und bis zu seinem Tod ihr geistiger Führer
- Laila Shawa (1940–2022), palästinensische Künstlerin
- Salah Abdel-Shafi (* 1962), palästinensischer Wirtschaftswissenschaftler und Diplomat
- Wael al-Dahdouh (* 1970), Journalist und Büroleiter des Nachrichtensenders Al Jazeera in Gaza
- Refaat Alareer (1979–2023), palästinensischer Schriftsteller, Aktivist und Hochschullehrer
- Suleiman al-Obeid (1984–2025), Fußballspieler